# Invercargill
Invercargill (Waihōpai en maorí) es la ciudad situada más al sur de Nueva Zelanda, siendo además uno de los asentamientos humanos permanentes más meridionales del mundo. Está situada en la región de Southland, en la que es el principal centro comercial. Se encuentra en el corazón de las amplias extensiones de las llanuras de Southland a orillas del río Oreti, a unos 18 kilómetros al norte de Bluff, que es efectivamente la población más al sur de Nueva Zelanda. 
La población de la zona urbana (marzo de 2005) se estima en 47.000 personas. Entre sus monumentos se destaca la Basílica de Santa María, de rito católico.
La actriz Vanessa Stacey, conocida por su papel de Alice en la serie televisiva La Tribu, nació aquí.

## Clima
| Parámetros climáticos promedio de Invercargill (1981–2010) | Parámetros climáticos promedio de Invercargill (1981–2010) | Parámetros climáticos promedio de Invercargill (1981–2010) | Parámetros climáticos promedio de Invercargill (1981–2010) | Parámetros climáticos promedio de Invercargill (1981–2010) | Parámetros climáticos promedio de Invercargill (1981–2010) | Parámetros climáticos promedio de Invercargill (1981–2010) | Parámetros climáticos promedio de Invercargill (1981–2010) | Parámetros climáticos promedio de Invercargill (1981–2010) | Parámetros climáticos promedio de Invercargill (1981–2010) | Parámetros climáticos promedio de Invercargill (1981–2010) | Parámetros climáticos promedio de Invercargill (1981–2010) | Parámetros climáticos promedio de Invercargill (1981–2010) | Parámetros climáticos promedio de Invercargill (1981–2010) |
| Mes                                                        | Ene.                                                       | Feb.                                                       | Mar.                                                       | Abr.                                                       | May.                                                       | Jun.                                                       | Jul.                                                       | Ago.                                                       | Sep.                                                       | Oct.                                                       | Nov.                                                       | Dic.                                                       | Anual                                                      |
| ---------------------------------------------------------- | ---------------------------------------------------------- | ---------------------------------------------------------- | ---------------------------------------------------------- | ---------------------------------------------------------- | ---------------------------------------------------------- | ---------------------------------------------------------- | ---------------------------------------------------------- | ---------------------------------------------------------- | ---------------------------------------------------------- | ---------------------------------------------------------- | ---------------------------------------------------------- | ---------------------------------------------------------- | ---------------------------------------------------------- |
| Temp. máx. media (°C)                                      | 18.7                                                       | 18.6                                                       | 17.1                                                       | 14.9                                                       | 12.3                                                       | 10.0                                                       | 9.5                                                        | 11.1                                                       | 13.1                                                       | 14.4                                                       | 15.8                                                       | 17.5                                                       | 14.4                                                       |
| Temp. media (°C)                                           | 14.2                                                       | 13.9                                                       | 12.5                                                       | 10.4                                                       | 8.0                                                        | 5.9                                                        | 5.3                                                        | 6.6                                                        | 8.5                                                        | 9.9                                                        | 11.4                                                       | 13.0                                                       | 10.0                                                       |
| Temp. mín. media (°C)                                      | 9.6                                                        | 9.3                                                        | 7.9                                                        | 5.8                                                        | 3.8                                                        | 1.9                                                        | 1.0                                                        | 2.2                                                        | 4.0                                                        | 5.4                                                        | 7.0                                                        | 8.6                                                        | 5.5                                                        |
| Precipitación total (mm)                                   | 115.0                                                      | 87.1                                                       | 97.4                                                       | 95.9                                                       | 114.4                                                      | 104.0                                                      | 85.2                                                       | 75.6                                                       | 84.2                                                       | 95.0                                                       | 90.4                                                       | 105.0                                                      | 1149.3                                                     |
| Días de precipitaciones (≥ 1.0 mm)                         | 13.0                                                       | 10.3                                                       | 12.3                                                       | 12.3                                                       | 15.3                                                       | 15.6                                                       | 14.2                                                       | 12.8                                                       | 13.1                                                       | 13.8                                                       | 13.3                                                       | 14.3                                                       | 160.4                                                      |
| Horas de sol                                               | 185.9                                                      | 167.2                                                      | 142.6                                                      | 117.2                                                      | 87.5                                                       | 78.7                                                       | 97.9                                                       | 123.0                                                      | 139.8                                                      | 173.0                                                      | 181.3                                                      | 188.2                                                      | 1682.2                                                     |
| Humedad relativa (%)                                       | 80.6                                                       | 83.3                                                       | 84.2                                                       | 85.3                                                       | 87.0                                                       | 87.7                                                       | 88.1                                                       | 85.8                                                       | 81.3                                                       | 80.0                                                       | 78.2                                                       | 78.6                                                       | 83.3                                                       |
| Fuente: NIWA Climate Data                                  |                                                            |                                                            |                                                            |                                                            |                                                            |                                                            |                                                            |                                                            |                                                            |                                                            |                                                            |                                                            |                                                            |

## Ciudades hermanadas
- Kumagaya, Saitama, Japón.